# Districtul Sárbogárd
Sárbogárd (în maghiară Sárbogárdi járás) este un district în județul Fejér, Ungaria.
Districtul are o suprafață de 653,52 km2 și o populație de 28.509 locuitori (2013).